# Space Opera (gioco da tavolo)
Space Opera è un gioco strategico di Ivan Arsuffi.

## Svolgimento del gioco
Il gioco è sostanzialmentne uno strategico bidimensionale, su una mappa quadrettata, pseudoesagonale.

## Edizioni
È stata pubblicata una sola edizione, nel 1998 da McSuffus e Nexus Games.

## Riconoscimenti
- Best of Show: 1998